# Chonothea verrucosa
Chonothea verrucosa is een zeespin uit de familie Ascorhynchoidea. De soort behoort tot het geslacht Chonothea. Chonothea verrucosa werd in 1991 voor het eerst wetenschappelijk beschreven door Nakamura & Child. 